# Hypericum macvaughii
Hypericum macvaughii är en johannesörtsväxtart som beskrevs av N.Robson. Hypericum macvaughii ingår i släktet johannesörter, och familjen johannesörtsväxter. Inga underarter finns listade i Catalogue of Life.